# 해미래
해미래는 한국해양연구원의 온누리호에 탑재된 무인잠수정(ROV)이다. 미국, 일본, 프랑스보다 세계 4번째로 6천 미터 심해 잠수를 할 수 있다.

## 역사
한국해양연구원에서 개발한 해미래는 미국 JASONⅡ를 역설계 분석했으며, 일본의 카이코의 설계 수식을 활용해 프레임과 내압용기가 설계됐다.
2001년 5월 해양수산부 지원으로 개발사업이 시작되었다. 2001년 3월 노무현 해양수산부 장관이 퇴임한 직후이다. 한국해양연구원이 주관했으며, 대양전기공업이 제작했다. 120억원의 예산으로 2007년까지 개발키로 하였는데, 몇개월 앞당겨 2006년에 진수했다.
다른 출처에서는 개발비가 202억원이라고 한다.

## 특징
새미래는 전용 지원 선박이 불필요하여, 수송기로 전세계 어디든지 긴급투입을 할 수 있다. 미국 제이슨 2, 프랑스 빅토르 6000도 이러한 방식이다. 수송기로 신속하게 전세계에 운반하여, 독도함이나 기타 크레인이 장착된 선박에서 자유롭게 사용할 수 있다.
대부분의 ROV 처럼, 유선 케이블로 전원이 공급되어 전기모터로 운행하기 때문에, 이론적으로 무제한 시간동안 무제한 항속거리로 사용할 수 있다.

## 해누비
해미래가 수중에서 탐사를 하는 동안, 유선 케이블로 전원을 공급해주며, 유선조종을 할 수 있게 하는, 수면에 떠 있는 모선을 해누비라고 한다. 해누비 해미래는 세트로서, 함께 수송된다. 역시, 외국의 ROV도 대부분 이런 방식이다.

## 150마력
ROV는 로봇팔인 매니퓰레이터의 마력을 중심으로 125 HP Class ROV, 150 HP Class ROV, 200 HP Class ROV 식으로 분류하고, 홍보한다. 해미래는 미국 실링 로보틱스에서 수입한 75마력 매니퓰레이터 2개를 장착해, 150마력급 ROV라고 분류된다.
심해에서 해저 광케이블 등을 설치하는 무인 로봇은 캐터필러로 해저 바닥에서 주행하는 방식이며, 2000 마력 로봇팔을 장착하기도 한다. ROV와 비슷한 방식이지만, ROV라고 부르지는 않는다.

## 세월호
2014년 세월호 사건에서, 정부는 소형 무인로봇을 투입했다가 서해의 강한 조류에 로봇이 떠내려갔다면서, ROV도 떠내려가서 사용하지 못할 것이라고, 해미래와 실링 로보틱스 HD ROV 투입을 반대했다가, 미국 해군의 실링 로보틱스 HD ROV를 투입했다. 로봇팔이 2개이기 때문에, 붙잡고 내려가면, 강한 조류를 견딜 수 있다. 최초 투입한 무인로봇은 로봇팔이 없었다. 한 팔로 잡고, 한 팔로 선체를 뜯어내는 것도 이론상 가능하다. 이론이 그렇다는 것이지 실제로 얼마나 역할할 것인지에 대해서는, 정부는 반신반의 하고 있다.
4월 20일 밤 ROV 1대를 선수 부분에 투입했는데, 구조에 투입된 잠수부에 따르면, 무용지물로, 중간에 철수했다고 한다. 군장비는 아니며, 민간업체가 보유한 소형 ROV라고 한다. 해군이나 해경도 비슷한 장비를 보유하고 있지만, 덩치가 커서 선내에 들여보낼 수 없어서 그동안 투입하지 않았다고 말했다.

## 관련소식
2006년 6월 7일 F-15K 전투기가 동해에 추락했다. 새미래를 동원하여 파편을 수거했다.
2007년 4월 모선인 온누리호가 배수량 1500톤이라서 대양에서의 운행이 불가능해서, 새미래가 연구소에서 낮잠만 자고 있다고 보도되었다.
2010년 천안함 사건 당시, 서해에 새미래가 투입되었다.
2012년 천안함 사건을 계기로 최초의 국산 수상함 구난함인 통영함이 진수되었다. 해미래가 장착한 150마력 로봇팔을 제작하는 회사인 미국 실링 로보틱스 HD ROV를 통영함에 설치했다. 역시 150 마력 로봇팔을 갖고 있다. 250억원에 3대를 수입했으며, 광양함에도 설치할 계획이다.
2014년 4월 세월호 구조에 사용하자는 의견이 있었으나, 빠른 조류에는 작동이 불가능하다고 한다. 미국 해군의 실링 로보틱스 HD ROV는 사용가능하다고 하여, 4월 20일 밤에 2대를 투입했다. 미국 해군 조종사 2명이 지원했다. 실종자 가족들은 일본해양연구소가 개발한 카이코의 투입도 정부에 요청했다. 통영함 참조.

## 같이 보기
- 이심이100 강한 조류에 사용가능